# Rionegro
Rionegro – miasto w Kolumbii, w departamencie Antioquia. Według spisu ludności z 30 czerwca 2018 roku miasto liczyło 83 007 mieszkańców. 

## Urodzeni w Rionegro
- Sergio Henao, kolarz[2]
- Pablo Escobar, przestępca narkotykowy